# Shahin Lorparizangeneh
Shahin Lorparizangeneh (persisch شاهین لرپری زنگنه; * 16. Januar 1999 in Isfahan) ist ein iranischer Schachspieler.
Im Jahre 2016 bei der U18-Jugendweltmeisterschaft in Chanty-Mansijsk wurde er Dritter. Er spielte für Iran bei der Schacholympiade 2016. 
Im Jahre 2015 wurde ihm der Titel Internationaler Meister (IM) verliehen, 2017 der Titel Großmeister (GM).
| Hier fehlt eine Grafik, die leider im Moment aus technischen Gründen nicht angezeigt werden kann. Wir arbeiten daran! |